# محمد المختار الشنقيطي
محمد المختار بن محمد سيد الأمين بن حبيب الله بن مزيد الجكني الشنقيطي (1337- 1405 هـ/ 1919- 1985 م) عالم و فقيه أصولي و مفسّر لغوي موريتاني الأصل، وهو أستاذ التفسير في الجامعة الإسلامية بالمدينة النبوية ومدرس بالحرمين الشريفين.

## نشأته
ولد في منطقة الشفيق على مقربة من مدينة الرشيد في بلاد شنقيط بموريتانيا عام 1361 هـ، ونشأ في بيت علم حيث كان جده عالماً، ووالده شيخاً لقبيلة آل مزيد الجكنية. بدأ حفظ القرآن وهو صغير على يد والدته حتى وفاتها، ثم على يد والده إلى أن أتمه، ثم شرع في قراءة ودراسة رسم المصحف وضبطه، وما يتعلق بذلك من علوم القرآن وفنونه على عدد من علماء بلده. وفي عام 1356 هـ هاجر إلى السعودية فنزل أولاً في مكة المكرمة ثم توجه إلى المدينة المنورة، وفيها التحق بحلقات العلم في المسجد النبوي، ثم رجع إلى مكة المكرمة، وأقام فيها أربع سنوات يطلب العلم بأنواعه على علماء المسجد الحرام.
تولى التدريس في المسجد النبوي، وكان له خمس حلقات بعدد الصلوات الخمس، يدرس فيها مختلف العلوم الشرعية والعلمية. وتولى الخطابة في مسجد قباء، وخصص فيه يومي الاثنين و الخميس من كل أسبوع للتدريس، وبقي فيه حتى عام 1366هـ. حيث انتقل للتدريس في مدرسة الفلاح بجدة، وفي عام 1371 هـ انتقل إلى الرياض للتدريس في معهدها العلمي وبقي فيه إلى عام 1377هـ. وفي عام 1378هـ، صدر قرار بتعينه مدرساً في دار الحديث بالمدينة المنورة، كما درّس التفسير في الجامعة الإسلامية بالمدينة النبوية وبقي فيها حتى عام 1403 هـ، حيث أحيل إلى التقاعد، فتفرغ للعلم والتدريس في المسجد النبوي حتى وفاته عام 1405 هـ. ومن تلاميذه محمد المختار بن محمد الأمين الشنقيطي عضو هيئة كبار العلماء السعودية.

## مؤلفاته
وكان الشيخ مقلاً في التأليف، وكان له من المؤلفات المطبوعة: 
- الجواب الواضح المبين في حكم التضحية عن الغير من الأحياء والأموات.[2]
- شروق أنوار المنن الكبرى الإلهية بكشف أسرار السنن الصغرى النسائية.[4]